# Février 1831

## Événements

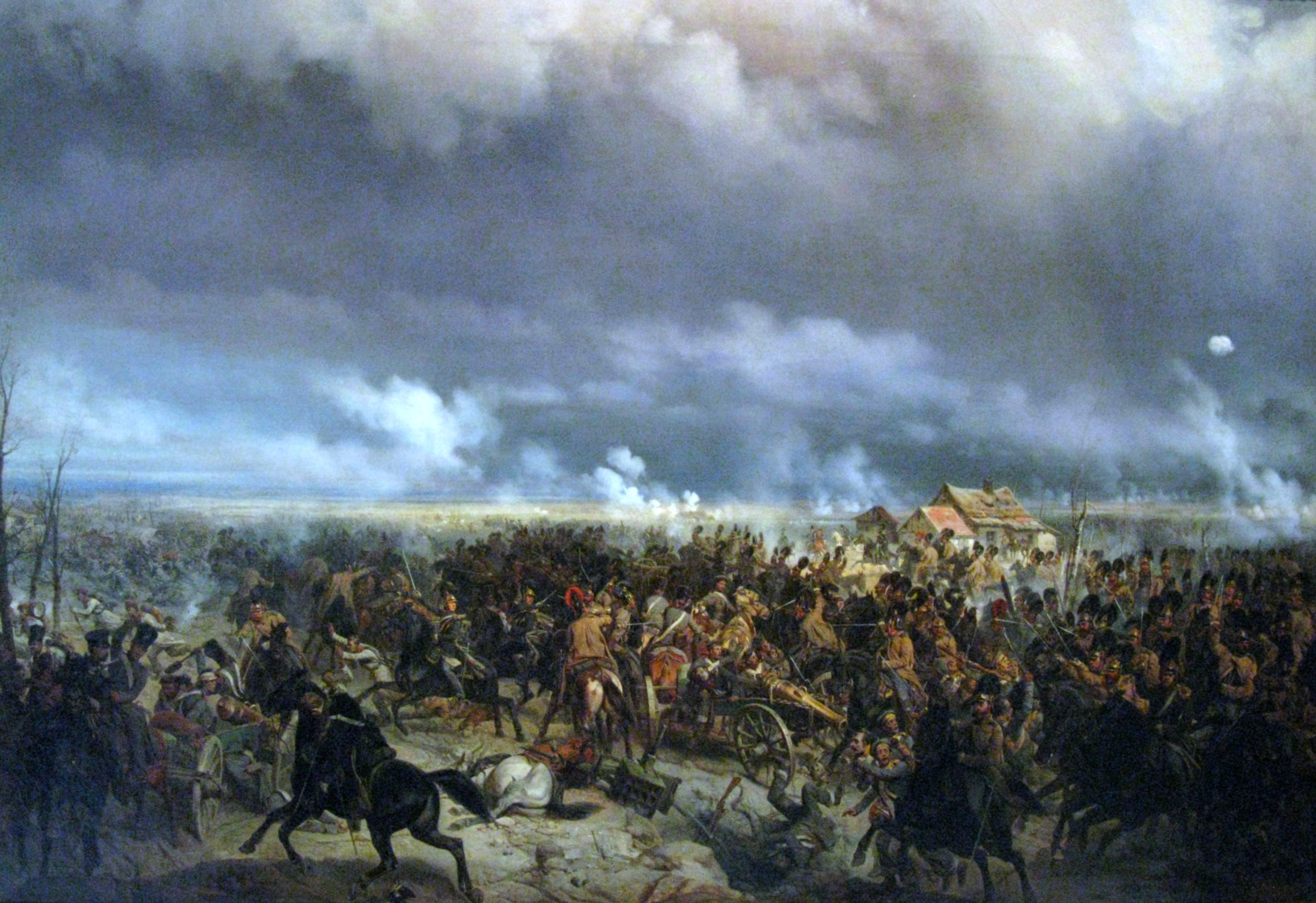
25 février : bataille de Grochow

- Italie : combats des carbonari contre le pape, auxquels participe Louis-Napoléon Bonaparte.
- En Algérie, Bertrand Clauzel est remplacé par le général Pierre Berthezène, qui avec ses successeurs, le duc de Rovigo (6 décembre 1831-29 avril 1833), Théophile Voirol (29 avril 1833-27 septembre 1834), se contentent de l’occupation d’Alger et de ses environs, à de rares exceptions près.

- 1er février, France :
  - François Buloz reprend une revue moribonde : la Revue des deux Mondes.
  - Honoré de Balzac publie Le Réquisitionnaire.

- 2 février :
  - Le conclave élit le cardinal Capellari comme successeur du Pape Pie VIII (mort en décembre 1830). Le nouveau pape prend le nom de Grégoire XVI.
  - France : Victor Hugo termine le chapitre « Paris à vol d'oiseau ».

- 3 février : le congrès national belge choisit pour roi, à une faible majorité, le duc de Nemours, deuxième fils de Louis-Philippe, devant le duc de Leuchtenberg et l‘archiduc Charles d'Autriche. Louis-Philippe a fait connaître par avance qu’il n’était pas question qu’un de ses fils monte sur le trône de Belgique, ce à quoi l'Angleterre se serait de toute façon opposé.

- 4 février : le duc de Nemours refuse la couronne du royaume de Belgique.

- 4 - 12 février : insurrection populaire à Bologne dirigée par Ciro Menotti (arrêté dès le 3 février) en dépit des mesures d’apaisement prises par le duc de Modène. Elle vise à établir une monarchie représentative dont le souverain devait être choisi à Rome. Les gouvernements tombent sans résistance à Bologne, Modène, Reggio et Parme.

- 5 février : le maréchal russe Ivan Dibich entre en Pologne à la tête de 115 000 hommes.

- 7 février : constitution belge, inspirée du libéralisme bourgeois et catholique, qui entérine la création d’une monarchie parlementaire bicaméralisme et héréditaire, avec séparation des pouvoirs législatif, exécutif et judiciaire.

- 8 février, France : loi qui admet le culte israélite au nombre des cultes reconnus par l'État et met le traitement de ses ministres à la charge du trésor public.

- 14 - 15 février, France : émeutes à Paris à la suite d’un service funèbre organisé par les légitimistes à Saint-Germain-l’Auxerrois pour l’anniversaire de l’assassinat du duc de Berry. L’église est envahie et mise à sac par les républicains. Le lendemain, l’émeute saccage l’archevêché et de nombreuses églises à Paris et en province.

- 15 février, France :
  - sac de l'archevêché de Paris, destruction de l'archevêché et de la maison de campagne de l'archevêque à Conflans, tentatives sur les églises de l'Assomption et de Saint-Roch, envahissement de la maison de l'avocat Dupin, rue Coq-Héron;
  - bal chez les Rothschild. Thiers raconte à Rémusat le sac de l'archevêché qu'il a laissé faire.
    - Rémusat (Mémoires, t. 2, p. 434) : « Thiers et le sac de l’archevêché », Rémusat : « J'y rencontrai Thiers, et nous eûmes sur ce point, au milieu du salon, une conversation qui se tourna en discussion à la grande curiosité de la galerie qui, naturellement, était pour moi. Il était allé le matin aux ruines de l'archevêché. C'est là qu'il avait trouvé Arago et sa compagnie, et qu'ils avaient eu un entretien dont il fut plus tard question à la tribune. Il avait été vivement frappé de la rapidité irrésistible avec laquelle s'était consommée cette grande destruction. La sensation est forte chez lui. Indifférent à ce qu'on lui rapporte, Thiers ressent presque avec excès l'impression de ce qu'il voit; pour peu que le spectacle soit frappant et inattendu, son imagination s'émeut. La vue de la force et de la force triomphante ne le trouve jamais insensible. Sa seconde pensée est, non de lui résister, mais de s'en emparer. C'est ce qui lui reste de son commerce historique avec Mirabeau, Danton, Napoléon. Je reconnus cet effet dans notre conversation du bal ou du concert de Rothschild, et je l'ai retrouvé d'autres fois. Il me disait sans cesse : « Ah ! si vous aviez vu ce que j'ai vu ce matin ! » Sa politique en resta modifiée quelque temps. » Thiers, sortant du Palais Bourbon où il avait apostrophé durement Berryer, était allé se rendre compte sur place de l'émeute. Il arriva à l'archevêché au moment où Arago se préparait à pénétrer avec ses gardes nationaux dans le bâtiment pour mettre fin à la dévastation. Craignant une collision sanglante, Thiers intervint pour empêcher cette intervention. Arago, se rendant à cet ordre d'un sous-ministre, ne bougea pas et le pillage de l'archevêché se poursuivit. Les malveillants virent dans cette action personnelle de Thiers, une preuve de la complicité du gouvernement avec les émeutiers.

- 16 février, France : une ordonnance supprime les fleurs de lys sur le sceau de l'État qui porte désormais un livre ouvert avec les mots Charte de 1830.

- 17 février, France :
  - Benjamin Delessert interpelle le cabinet sur les évènements du 14 février;
  - une délégation belge vient offrir le trône de Belgique au duc de Nemours, fils de Louis-Philippe. Celui-ci, le roi, refuse;
  - débats houleux à la Chambre les 17, 18 et 19 février.

- 24 février :
  - Le Congrès national élit le baron Érasme Surlet de Chokier régent de Belgique, poste qu'il gardera jusqu'à la prestation de serment de Léopold Ier, le 21 juillet 1831.
  - Départ vers l’ouest de treize mille Choctaws du Mississippi à la suite du traité Dancig Rabbit Creek, signé le 27 septembre 1830 avec les États-Unis. Plusieurs milliers d’entre eux sont tués par la famine et le choléra. Les sept mille Choctaws qui ne sont pas encore partis décident de ne pas bouger.

- 25 février : les Polonais stoppent l’avance Russe à la bataille de Grochow, mais l’État major est divisé sur la stratégie à adopter (extension du mouvement aux peuples voisins ou considération en Pologne).

- 26 février :
  - Belgique : ministère libéral dirigé par le catholique Étienne de Gerlache.
  - France : le gouvernement français refuse de soutenir les révolutionnaires italiens.
  - Le gouvernement français refuse de soutenir les révolutionnaires italiens. Le mouvement manque d’appui populaire et souffre des rivalités municipales, malgré la création à Bologne d’un gouvernement des Provinces-Unies d’Italie le 4 mars.

## Naissances
- 3 février : Louis Rémy Mignot, peintre français († 22 septembre 1870).
- 6 février : « El Tato » (Antonio Sánchez), matador espagnol († 7 février 1895)
- 23 février : Hendrik Willem Mesdag, peintre néerlandais († 10 juillet 1915).

## Décès
- 14 février : Henry Maudslay (né en 1771), ingénieur anglais.